# Politisches System der Bundesrepublik Deutschland

Politisches System Deutschlands (einfach)

Zum politischen System der Bundesrepublik Deutschland gehören die politischen Institutionen, die Entscheidungsprozesse und ihre Inhalte in Deutschland.
Das politische System Deutschlands ist bundesstaatlich und als parlamentarische Demokratie organisiert. Bedeutung besitzen die stark miteinander konkurrierenden Parteien, weshalb Deutschland auch als Parteiendemokratie bezeichnet wird. Die Wahlen werden überwiegend als personalisierte Verhältniswahlen durchgeführt; zur Regierungsbildung sind meist Koalitionen der konkurrierenden Parteien nötig. Der Deutsche Bundestag wählt eine Person zum Bundeskanzler. Diese Person bestimmt die Richtlinien der Innen- und Außenpolitik auf Bundesebene (Richtlinienkompetenz) und schlägt die Bundesminister vor. Die Institutionen des Bundes und die Aufgabenverteilung zwischen Bund und Ländern werden durch das Grundgesetz für die Bundesrepublik Deutschland geregelt. Über die Einhaltung des Grundgesetzes wacht das Bundesverfassungsgericht. Die Bundesländer, aus denen der Staat Deutschland zusammengesetzt ist, haben eine eigene Vertretung, den Bundesrat, der neben dem Bundestag an der Gesetzgebung mitwirkt. Deutschland ist Mitglied der Europäischen Union und hat einige seiner Hoheitsrechte an diesen Staatenverbund übertragen.

## Grundsätze
Zentrales Merkmal für Deutschland sind die unantastbaren Strukturprinzipien Demokratie, Rechtsstaatlichkeit, Bundesstaatsprinzip (Gliederung in Länder) und das Sozialstaatsprinzip (Art. 20 GG). Andere in Art. 20 GG festgelegte Grundsätze sind die Gewaltenteilung und das Widerstandsrecht. Nach Art. 79 Abs. 3 GG können die Grundsätze der Art. 1 und Art. 20 GG nicht geändert werden (Ewigkeitsklausel). An die freiheitliche demokratische Grundordnung oder verfassungsmäßige Ordnung sind alle Teilnehmer des politischen Lebens gebunden und sie ist stark geschützt (wehrhafte Demokratie).
Jedes ihrer seit 1990 sechzehn Länder hat aufgrund der föderalistisch-bundesstaatlichen Ordnung seine eigene Exekutive, Legislative (Parlamente) und Judikative, wodurch eine zweite (subnationale) staatliche Entscheidungsebene entsteht. Sie wirkt über die Länderkammer Bundesrat vielfältig auf die Bundesebene ein. Der „Europa-Artikel“ 23 GG bietet die Grundlage für die Teilnahme Deutschlands an der europäischen Integration. Art. 23 sowie Art. 24 GG ermöglichen die Übertragung von Hoheitsrechten der Bundesrepublik auf supranationale Institutionen. Das politische System Deutschlands ist daher in ein komplexes politisches Mehrebenensystem eingebunden.
Die Rolle der Parteien in Deutschland ist stark ausgeprägt und wird in Art. 21 GG beschrieben. Sie stellen die Kandidaten für politische Ämter und nehmen Einfluss auf die Besetzung der leitenden Positionen in den Verwaltungen, den Gerichten und Staatsanwaltschaften. Auch wenn Art. 20 Abs. 2 ausdrücklich Abstimmungen als Teil der vom Volke ausgehenden Staatsgewalt aufführt, sind Elemente der direkten Demokratie in Deutschland auf Bundesebene nicht vorhanden, mit Ausnahme der Länderneugliederung (Art. 29 GG). Volksabstimmungen und Bürgerentscheide sind nur auf der Ebene der Kommunen und Länder eingeschränkt möglich, aber deren Ausgang ist zum Teil nicht rechtlich bindend.
Die Regierungen der Bundesrepublik Deutschland gehen – bestätigt durch das Bundesverfassungsgericht – von einer Kontinuität aus, die sie mit dem Deutschen Reich in staats- und völkerrechtlicher Hinsicht verbindet.
Der britische Historiker Timothy Garton Ash veranschaulicht den tatsächlichen Entscheidungsprozess der Exekutive dahingehend, indem er von den „vier B“ (Bundestag, Bundesverfassungsgericht, Bundesbank und Bildzeitung) spricht, die der Bundeskanzler zu beachten habe. Er bezieht so die Presse oder die Medien als Vierte Gewalt und den Anwalt der Preisniveaustabilität in seine Charakterisierung der Wirklichkeit auch neben dem Verfassungstext mit ein.

### Parlamentarische Demokratie
Als parlamentarische Demokratie gilt die Bundesrepublik Deutschland deshalb, weil der Regierungschef, also der Bundeskanzler, direkt durch das Parlament, den Bundestag, gewählt wird. Im Gegensatz zu präsidialen Demokratien hat der Bundespräsident fast nur repräsentative Funktionen; er besitzt weder Vetorechte noch kann er selbst entscheidende Regierungsämter besetzen.

### Bundesstaat
In Anlehnung an die lange föderale Tradition von den Reichsständen im Heiligen Römischen Reich Deutscher Nation bis zu den Gliedstaaten des Deutschen Reichs, im Kontrast zum totalitären Einheitsstaat in der Zeit des Nationalsozialismus sowie auf Anregung der Westalliierten in den Frankfurter Dokumenten wurde im Grundgesetz Deutschland als Bundesstaat konzipiert, eine Entscheidung, die nach der so genannten Ewigkeitsklausel in Art. 79 Abs. 3 GG nicht mehr geändert werden kann. Die seit 1946 neu gegründeten deutschen Länder in den Westzonen vereinigten sich 1949 zur Bundesrepublik Deutschland. Zu diesem Zeitpunkt besaßen schon alle Länder eigene Landesverfassungen, Landesregierungen, Landtage und Gerichte.
Obwohl es nicht ausdrücklich als Verfassungsgrundsatz genannt wird, soll die Verteilung der Aufgaben nach dem Subsidiaritätsprinzip erfolgen, das heißt, die Aufgaben sollen nur vom Bund übernommen werden, wenn dieser sie besser erfüllen kann. Das heißt aber nicht, dass der Bund nur auf bereits bestimmte (Gesetzgebungs-)Kompetenzen zugreifen kann, wenn er erfolgreich darlegen kann, dass er diese effizienter erledigen könne. Die Mehrheit der Kompetenzen in der Gesetzgebung liegen beim Bund; bedeutende Ausnahmen sind das Polizei- und Kommunalrecht sowie die Kultur- und Bildungspolitik. Die Länder übernehmen eigenständig große Teile der Verwaltung und der Rechtsprechung. Eine wichtige Funktion des Bundesstaates ist die einer zweiten Ebene der Gewaltenteilung, die auch als vertikale Gewaltenteilung bezeichnet wird. Der Bundesrat vertritt die Interessen der Landesregierungen auf Bundesebene und ist ein Verfassungsorgan, weil seine Befugnisse/Kompetenzen sich aus Bundes- und keinesfalls aus Landesrecht ergeben.
Es wurde immer wieder über eine Reform des Bundesstaates diskutiert, vor allem über eine Zusammenlegung von Ländern, über die Stellung des Bundesrates und über eine Rückgabe von Aufgaben an die Landtage, denen im Laufe der Zeit immer mehr Aufgaben genommen wurden. Eine Reform der föderalen Ordnung Deutschlands muss folglich stets in drei Dimensionen gedacht werden: (1) Kompetenzordnung, (2) Finanzordnung, (3) Neugliederung des Bundesgebiets. Mit der Föderalismusreform 2006 wurde zumindest der Bereich der Bund-Länder-Kompetenzen vergleichsweise umfassend reformiert, eine Neustrukturierung der Finanzordnung steht noch aus.

### Wehrhafte Demokratie
Die Verfasser des Grundgesetzes haben aus dem Ende der Weimarer Republik Konsequenzen gezogen und den damals herrschenden Positivismus (alle Regelungen können geändert werden) und einen Teil des Grundgesetzes zu Naturrecht, also zu überpositivem Recht gemacht. Diese Unveränderlichkeit wurde in Art. 79 Abs. 3 GG festgeschrieben und gilt für Art. 1 GG (Menschenwürde), Art. 20 GG (Strukturprinzipien) und die Gliederung in Länder sowie deren Mitwirken bei der Gesetzgebung.
Ein weiterer Ansatz der wehrhaften Demokratie ist die Möglichkeit, Gegnern der verfassungsmäßigen Ordnung Grundrechte abzuerkennen, sowie Parteien und sonstige Vereinigungen zum Schutz der Verfassung zu verbieten.
Ein weiteres Mittel zum Schutz sind strafrechtliche Bestimmungen.
Mit den Notstandsgesetzen wurde in Art. 20 Abs. 4 GG als Ultima Ratio noch ein Widerstandsrecht der Bevölkerung „gegen jeden, der es unternimmt, diese Ordnung zu beseitigen“, eingeführt.

## Überblick über die Organe
Im politischen System der Bundesrepublik Deutschland sind die Verfassungsorgane Bundesversammlung und Bundespräsident nur mit geringer Machtfülle ausgestattet und nicht einer der drei Staatsgewalten zuzuordnen.
|                   | Legislative                                                                       | Exekutive | Judikative |
| ----------------- | --------------------------------------------------------------------------------- | --- | --- |
| Europäische Ebene | Europäisches Parlament, Rat der Europäischen Union                                | Europäische Kommission | Gerichtshof der Europäischen Union: Europäischer Gerichtshof, Gericht der Europäischen Union, Gericht für den öffentlichen Dienst                                                                            |
| Bundesebene       | Bundestag, Bundesrat, Vermittlungsausschuss, Gemeinsamer Ausschuss                | Bundesregierung: Bundeskanzler, Bundesminister Bundesverwaltung                                                                                          | Gerichte des Bundes: Bundesverfassungsgericht, Bundesarbeitsgericht, Bundesfinanzhof, Bundesgerichtshof, Bundessozial-, Bundesverwaltungs-, Bundespatent-, Truppendienstgerichte                             |
| Landesebene       | Landtag/Abgeordnetenhaus/Bürgerschaft                                             | Landesregierung/Staatsregierung/Senat: Ministerpräsident/Regierender bzw. Erster Bürgermeister, Landesminister/Staatsminister/Senatoren Landesverwaltung | Gerichte der Länder: Landesverfassungsgericht, Landesarbeits-, Arbeits-, Finanz-, Oberlandes-, Land-, Amts-, Landessozial-, Sozialgericht, Oberverwaltungsgericht/Verwaltungsgerichtshof, Verwaltungsgericht |
| Kommunalebene     | Selbstverwaltungsorgane der Kreise und Gemeinden: Kreistag, Stadtrat, Gemeinderat | Selbstverwaltungsorgane der Kreise und Gemeinden: Landrat, Oberbürgermeister, Bürgermeister, Magistrat, Gemeindevorstand                                 | keine Einrichtungen |

## Das Regierungssystem auf Bundesebene

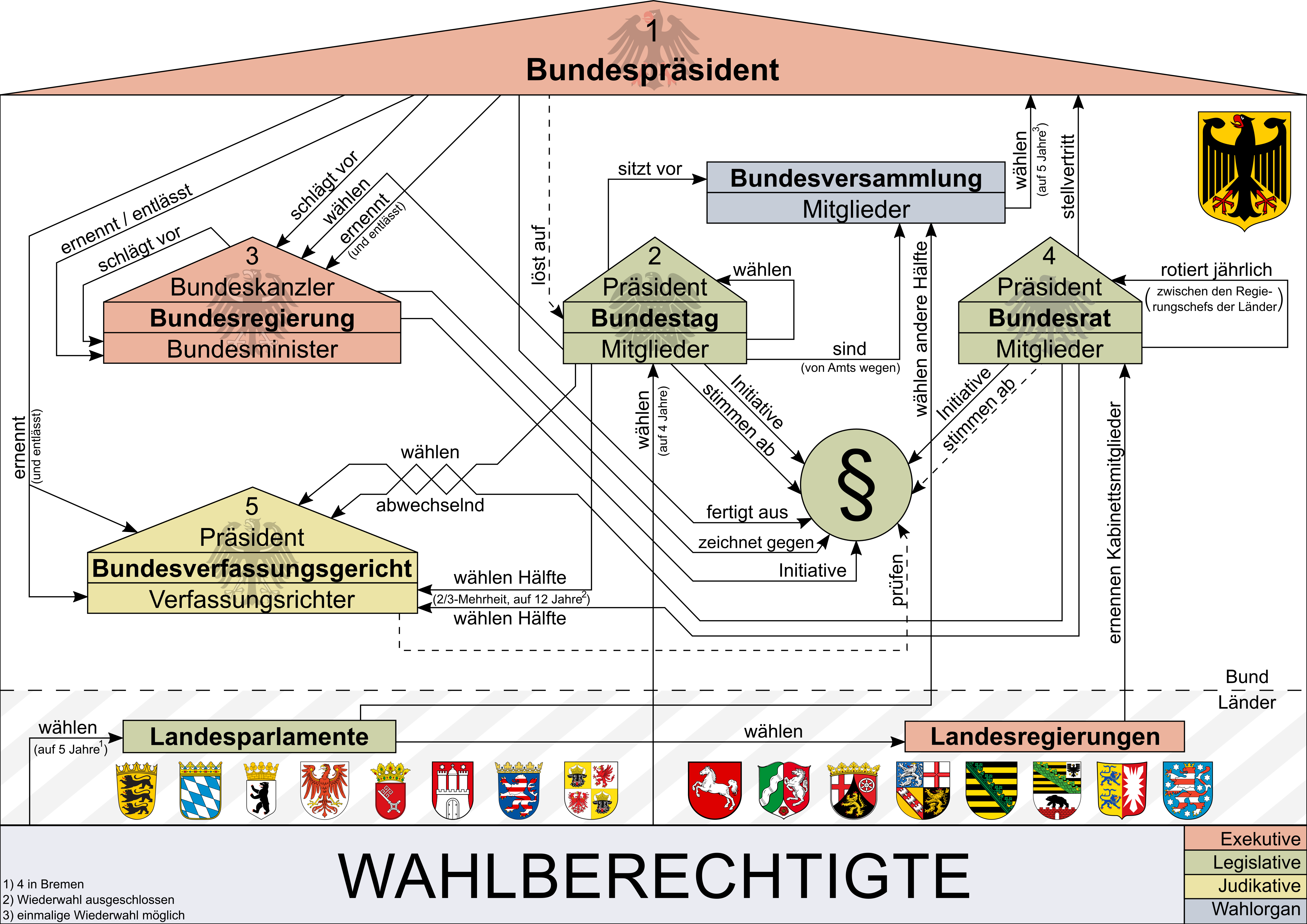
Politisches System Deutschlands (komplex)

### Grundgesetz als Bundesverfassung

Grundgesetz, herausgegeben von der Bundeszentrale für politische Bildung

Die Bundesverfassung der Bundesrepublik Deutschland erhielt den Namen Grundgesetz. Dies sollte dessen vorläufigen, provisorischen Charakter, den es zwischenzeitlich verloren hat, hervorheben, da es sich nur um eine Übergangsverfassung bis zur Konstituierung eines gesamtdeutschen Staates handeln sollte. Der Verfassungsprozess wurde mit Übergabe der Frankfurter Dokumente am 1. Juli 1948 durch die Oberkommandierenden der westlichen Besatzungszonen an die Ministerpräsidenten der dortigen Bundesländer eingeleitet. In diesen Dokumenten wurde ein demokratisches, föderalistisches Regierungssystem und die Garantie der persönlichen Freiheitsrechte gefordert. Die Verfassung wurde durch den Parlamentarischen Rat entwickelt. Der wichtigste Streitpunkt war die Gestaltung der im Grundgesetz realisierten föderalen Ordnung für die ganze damalige Bundesrepublik Deutschland sowie das Außerkraftsetzen geprüfter Normen durch selbiges am Tage seines In-Kraft-Tretens (24. Mai 1949). Das Grundgesetz sollte ursprünglich nur bis zur Herstellung der Deutschen Einheit gelten, wurde aber, nachdem es sich mehr als 40 Jahre bewährt hatte, nach dem Beitritt der Länder auf dem Gebiet der bisherigen Deutschen Demokratischen Republik ohne große Änderungen beibehalten.
Im Grundgesetz wurden die zentralen Bürger- und Menschenrechte bewusst an den Anfang der Verfassung gestellt. Diese Rechte werden in den ersten 19 Artikeln des Grundgesetzes zusammengefasst. Danach beschreibt es den zentralen Aufbau des politischen Systems und legt die Organe des Bundes und deren Kompetenzen und Beziehungen fest. Art. 79 Abs. 3 GG schützt das Menschenwürdegebot, den Kern der Menschenrechte, die bundesstaatliche Ordnung der Bundesrepublik und Art. 20 GG.
Das Grundgesetz kann nur durch eine Zweidrittelmehrheit der Abgeordneten im Bundestag und Bundesrat geändert werden. Über die Einhaltung der Verfassung wacht das Bundesverfassungsgericht.

### Bundespräsident
Das Staatsoberhaupt der Bundesrepublik ist der Bundespräsident. In bewusster Abgrenzung zur Machtfülle des Reichspräsidenten der Weimarer Republik, die zur Instabilität der politischen Situation in der Weimarer Republik beigetragen hatte, hat das Grundgesetz dem Amt des Bundespräsidenten nach 1949 ein anderes Profil gegeben. Dieses liegt jenseits der Tagespolitik und hat vor allem einen integrativen, richtungsweisenden und überwachenden Schwerpunkt. Gleichwohl beinhaltet das Amt des Bundespräsidenten das Recht und die Pflicht zum politischen Handeln und ist nicht auf rein repräsentative Aufgaben beschränkt. Die Funktionen des Amtes sind durch das Grundgesetz (Art. 54–61) definiert.
Neben der völkerrechtlichen Vertretung des Bundes und zahlreichen formal und protokollarisch bedeutenden Aufgaben, besitzt der Bundespräsident wichtige Reservevollmachten, die ihm besonders in Krisenzeiten staatspolitische Aufgaben von erheblicher Tragweite zuweisen.
Innerhalb des politischen Systems wird der Bundespräsident keiner der drei klassischen Gewalten zugeordnet, sondern er verkörpert als Staatsoberhaupt die „Einheit des Staates“. Er wird deswegen manchmal als eine „Gewalt sui generis“ angesehen. Der Bundespräsident wird in diesem Kontext auch als „neutrale Kraft“ (pouvoir neutre) bezeichnet.
Der Bundespräsident wird durch die Bundesversammlung auf fünf Jahre gewählt und kann für eine zweite Amtszeit wiedergewählt werden.

### Legislative auf Bundesebene: Bundestag und Bundesrat
Die Legislative der Bundesrepublik verabschiedet Bundesgesetze und wacht über den Bundeshaushalt. Zur Legislative im Bund gehören der Bundestag und der Bundesrat. Nur die Abgeordneten des Bundestages werden direkt vom Volk gewählt und besitzen damit ein freies Mandat. Die Bundesratsmitglieder besitzen ein so genanntes imperatives Mandat, weil sie an die Weisung ihrer jeweiligen Landesregierung gebunden sind. Auch sind diese Organe im Gesetzgebungsweg unterschiedlich gewichtet. Daher ist der Bundesrat keine mit dem Bundestag gleichwertige zweite Kammer. Die Bundesversammlung als aus den Abgeordneten des Bundestages und Delegierten der Landtage, die diesen nicht angehören müssen, bestehendes Bundesverfassungsorgan wählt den Bundespräsidenten. Die Bundesrichter werden durch die Richterwahlausschüsse von Bundesrat und Bundestag gewählt.

#### Bundestag
Der Bundestag beschließt Bundesgesetze, wählt den Bundeskanzler sowie als Teil der Bundesversammlung den Bundespräsidenten, wacht über den Bundeshaushalt, kontrolliert die Regierung, beschließt Einsätze der Bundeswehr, bildet Ausschüsse zur Gesetzesvorbereitung und kontrolliert die Nachrichtendienste.
Der Abgeordnete ist zwar nach dem Grundgesetz unabhängig von seiner politischen Partei oder anderen Interessengruppen, betrachtet man jedoch die Verfassungswirklichkeit, sieht man den starken Einfluss der Fraktionsdisziplin. Die Abgeordneten der einzelnen Parteien einigen sich meist vor einem Gesetzesvorhaben auf ein gemeinsames Abstimmungsverhalten. Abweichungen können innerparteilich sanktioniert werden, da die erfolgreiche erneute Kandidatur eines Abgeordneten stark von der Unterstützung seiner Partei abhängt. Hüter der Fraktionsdisziplin ist der Fraktionsvorsitzende.

#### Bundesrat
Die Mitglieder des Bundesrats werden von den Landesregierungen der Länder entsandt. Der Bundesrat ist kein rein legislatives Organ. Seine Mitwirkung an der Verwaltung des Bundes besteht im Wesentlichen darin, dass er zu bestimmten Rechtsverordnungen und Verwaltungsvorschriften seine Zustimmung erteilen muss. Er wurde geschaffen, um die Mitwirkung der Länder an Bundesgesetzen zu gewährleisten, wenn diese die Belange der Länder betreffen. Er ist stets beim Gesetzgebungsprozess beteiligt, sein Veto kann jedoch überstimmt werden, wenn ein Bundesgesetz nicht zustimmungsbedürftig ist.
Jedes Land erhält nach der Zahl seiner Einwohner im Bundesrat 3–6 Stimmen, diese Stimmen können pro Land nur einheitlich abgegeben werden. Sind sich die in der Landesregierung des jeweiligen Landes vertretenen Parteien über das Abstimmungsverhalten im Bundesrat uneins, stimmen die Vertreter des Landes üblicherweise mit Enthaltung ab, was jedoch de facto als Neinstimme gilt. Bei Konflikten zwischen Bundesrat und Bundestag kann der Vermittlungsausschuss angerufen werden. Die Sitzungsleitung im Bundesrat hat der Bundesratspräsident inne, der als Person die evtl. erforderliche Vertretung des Bundespräsidenten wahrnimmt. Der Bundesrat hat 69 Mitglieder.

#### Gesetzgebungsprozess
Bundesgesetze können aus der Mitte des Bundestages (Fraktion oder festgelegte Mindestzahl von Abgeordneten) sowie von der Bundesregierung und vom Bundesrat eingebracht werden – letztere müssen sich die Entwürfe jeweils gegenseitig zur Stellungnahme vorlegen, bevor sie dem Parlament zugeleitet werden, und werden meist im Vorfeld in Bundes- und Landesministerien als Referentenentwurf für den Gesetzgebungsprozess vorbereitet. Eingebracht in den Bundestag finden drei Lesungen über die Gesetzesvorlage statt. Nimmt dieser in der Schlussabstimmung die Vorlage in der dritten Lesung an, wird sie an den Bundesrat weitergeleitet. Beruft dieser nicht den Vermittlungsausschuss ein oder lehnt es durch Einspruch ab, kann es in Kraft treten. Ansonsten hängen die Auswirkungen des Votums des Bundesrates davon ab, ob es sich um ein zustimmungsbedürftiges oder ein nicht zustimmungsbedürftiges Bundesgesetz handelt. In der Regel wird (bei nicht zustimmungsbedürftigen Bundesgesetzen vor einem Einspruch) der Vermittlungsausschuss angerufen, dessen Aufgabe es ist, einen Kompromissvorschlag auszuarbeiten, dem Bundestag und Bundesrat zustimmen können. (Wird der Entwurf dabei verändert, muss er zunächst dem Bundestag zur Abstimmung vorgelegt werden, bevor er dem Bundesrat erneut zur Entscheidung vorgelegt wird.) Verweigert der Bundesrat dem Bundesgesetz erneut die Zustimmung, so ist ein zustimmungsbedürftiges Bundesgesetz endgültig gescheitert, während bei einem nicht zustimmungsbedürftigen Bundesgesetz der Bundestag mit einer neuerlichen Abstimmung dieses Votum überstimmen kann. Außerdem kann der Bundesrat seinen Einspruch zurückziehen. Am Ende des Gesetzgebungsprozesses unterschreibt der Bundespräsident das Bundesgesetz schließlich. Er bestätigt mit dieser Ausfertigung, dass dieses Bundesgesetz in verfassungsgemäßer Form zustande gekommen ist (formelles Prüfungsrecht). Wenn er überzeugt ist, dass das auszufertigende Bundesgesetz dem Grundgesetz zuwiderläuft, wird ihm von etlichen Rechtswissenschaftlern ein materielles Prüfungsrecht zugestanden. Nach der Ausfertigung wird das Bundesgesetz im Bundesgesetzblatt veröffentlicht und tritt in Kraft.
Bei verfassungsändernden Bundesgesetzen muss in beiden Gremien, Bundesrat und Bundestag, eine 2/3-Mehrheit bestehen.
Die Bundesregierung oder einzelne Bundesminister können auf Basis von Bundesgesetzen Verordnungen erlassen, die – wie Gesetze – staatliches Handeln und den Bürger gleichermaßen binden.
Neben Bundesgesetzen haben auch Verordnungen der Europäischen Union in Deutschland direkt Gesetzeskraft. Richtlinien der EU dagegen müssen durch die Bundesgesetzgebung umgesetzt werden.

#### Regelungen für den Notstand
1968 waren die deutschen Notstandsgesetze ein Schritt zur Wiedererlangung der vollen Souveränität und sollten dafür sorgen, dass Deutschland auch in Notsituationen handlungsfähig bleibt (Prärogativ). So kann im Verteidigungsfall ein Gemeinsamer Ausschuss aus Bundestag und Bundesrat als Notparlament deren Funktionen übernehmen. Bereits seit 1949 gibt es mit dem Gesetzgebungsnotstand ein Mittel, um eine Blockade durch den Bundestag zu verhindern.

### Exekutive auf Bundesebene

#### Bundesregierung
Die Exekutive in der Bundesrepublik Deutschland setzt Gesetze und Verordnungen des Staates um. Je nach Gesetzeslage besitzen die Organe der Exekutive Ermessenspielräume. Jeder Bürger hat das Recht, die Verwaltungsakte, also konkretes Handeln der Exekutive, die ihn betreffen, durch die Verwaltungsgerichte überprüfen zu lassen. Die Exekutive ist insbesondere an das Grundgesetz gebunden. Jedem Bürger ist es möglich, nach voll ausgeschöpftem Rechtsweg, im Einzelfall Verfassungsbeschwerde vor dem Bundesverfassungsgericht einzureichen, wenn er sich durch staatliches (exekutives) Handeln in seinen Grundrechten verletzt fühlt. Mitglieder der Exekutive auf Bundesebene sind beispielsweise die Bundesregierung (Bundeskanzler und Bundesminister), Bundesbehörden und deren Beamte, die Bundespolizei, das Bundesamt für Verfassungsschutz, die Bundeswehr und das Auswärtige Amt. Bundeskanzler und Bundesminister bilden zusammen die Bundesregierung der Bundesrepublik Deutschland, umgangssprachlich auch oft Bundeskabinett genannt.

##### Bundeskanzler
Der Bundeskanzler ist der Regierungschef der Bundesregierung. Er wird durch die Abgeordneten des Bundestages gewählt. Hinter ihm steht meist eine absolute Mehrheit der Abgeordneten, die meist durch eine Koalition entsteht und als Kanzlermehrheit bezeichnet wird. Die Bundesminister werden auf Vorschlag des Bundeskanzlers vom Bundespräsidenten ernannt und entlassen. Der Bundeskanzler besitzt nach dem Grundgesetz die Richtlinienkompetenz, bestimmt also die Grundzüge der Bundespolitik. Er kann vor Ablauf seiner Amtszeit nur durch ein konstruktives Misstrauensvotum abgelöst werden und durch eine Vertrauensfrage die Auflösung des Bundestags herbeiführen.
Der Bundeskanzler gilt als eines der politischen Machtzentren der Bundesrepublik. Gestützt auf die Bundestagsmehrheit hat er großen Einfluss auf die Bundesgesetzgebung. Wegen der wichtigen Rolle des Bundesrates in der Gesetzgebung und dem durch das Verhältniswahlrecht bedingten häufigen Zwang zur Koalitionsbildung in der Regierung ist seine Position allerdings nicht zu vergleichen mit der Machtfülle des britischen Regierungschefs (Premierminister). Insbesondere bei unterschiedlichen Mehrheiten in Bundesrat und Bundestag ist der Bundeskanzler bei der Gestaltung seiner Politik auf weitreichende Kompromisse angewiesen.

##### Bundesministerien
Die Bundesministerien organisieren die Verwaltung der Bundesebene. Die politische Leitung der Bundesministerien liegt bei den jeweiligen Bundesministern. Neben ihnen stehen an der Spitze der Ministerien die Staatssekretäre. Die Sacharbeit in einem Ministerium wird durch Fachreferate geleistet, an deren Spitze die Referatsleiter stehen. Mehrere Referate werden in den Ministerien zu Abteilungen zusammengefasst, die politische Verantwortung für die Arbeit der Abteilungen tragen die Abteilungsleiter. Staatssekretäre und Abteilungsleiter gehören zu den politischen Beamten und können von der Regierung jederzeit in den vorzeitigen Ruhestand versetzt werden.
Auch wenn die Spitze der Bundesministerien politisch bestimmt wird, kann man von relativ autonomem Handeln der Verwaltung ausgehen. Die Meinung und der Wille der Spitzenpositionen der Berufsbeamten (Referatsleiter) kann von der Politik nicht ohne weiteres ignoriert werden. Die Sanktionsmöglichkeiten der Minister sind durch das Beamtenrecht stark beschränkt. Einer großen Zahl Berufsbeamten stehen nur eine kleine Anzahl politischer Leitungspersonen vor. Die politische Kontrolle der Bundesverwaltung ist, verglichen mit den Verwaltungen in anderen Ländern, relativ schwach ausgeprägt. Bedeutend ist das vor allem, da die meisten Gesetzesvorlagen in den Bundesministerien vorbereitet werden. In den meisten Fällen nimmt die Politik erst spät und im geringen Maß auf die konkrete Gestaltung der Bundesgesetze Einfluss.
Der Bundeskanzler bestimmt Anzahl und Kompetenzbereich der Ministerien und die Minister. Meist legen die Parteien in den Koalitionsverhandlungen die Leitlinien fest und bestimmen Minister und Staatssekretäre personell. Zurzeit (März 2025) existieren 15 Bundesministerien.

### Judikative des Bundes
Gerichte werden in Deutschland grundsätzlich nicht von selbst tätig. Sie müssen zur Entscheidung angerufen werden (Dispositionsmaxime im zivil- und öffentlichen Recht, Akkusationsprinzip im Strafrecht). Urteile werden auf der Grundlage von Gesetzen gesprochen. Bundesrichter werden durch den Richterwahlausschuss berufen. Sie sind nicht weisungsgebunden. Im Gegensatz dazu unterstehen Staatsanwälte den Justizministern von Bund und Ländern. (Siehe dazu: Weisungsgebundenheit bei deutschen Staatsanwaltschaften)

#### Bundesverfassungsgericht
Alle Tätigkeiten des Staates sind an das Grundgesetz gebunden. Über die Einhaltung dieses Grundsatzes wacht das Bundesverfassungsgericht. Jeder Bürger kann staatliches Handeln durch eine Verfassungsbeschwerde auf ihre Grundgesetzmäßigkeit überprüfen lassen. Andere wichtige Aufgaben des Bundesverfassungsgerichts sind die Klärung von Streitfällen zwischen den Staatsorganen (Organstreit) und die Prüfung von Gesetzen auf ihre Verfassungsmäßigkeit (Normenkontrolle). Nur das Bundesverfassungsgericht kann ein Parteiverbot oder die Verwirkung von Grundrechten aussprechen.

#### Weitere Bundesgerichte
Auf Bundesebene haben die Bundesgerichte die Aufgabe, die Rechtsprechung der Gerichte der Länder zu vereinheitlichen. Für die ordentliche Gerichtsbarkeit ist der Bundesgerichtshof (BGH) die oberste Revisionsinstanz. Als Revisionsinstanz beschäftigen sich die Bundesgerichte im Normalfall nur mit dem Verfahrensablauf und der gesetzmäßigen rechtlichen Würdigung des durch die Gerichte der Länder festgestellten Sachverhalts.

## Das Regierungssystem der Länder
Jedes Land besitzt ein eigenständiges Regierungssystem. Landesverfassung, Aufbau und Funktion der Landesregierung und die Wahl der Landesparlamente können sich unterscheiden. Gemeinsam ist in allen Ländern, dass ihre Landesregierung über den Bundesrat Einfluss auf die Bundespolitik nehmen und dass die Länder viele gemeinsame Gremien gebildet haben, um ihre Arbeit bundesweit zu koordinieren (z. B. Ministerpräsidentenkonferenz, Kultusministerkonferenz oder Innenministerkonferenz).

### Legislative: Landesparlamente
Die Landesparlamente werden auf 4 oder 5 Jahre von den Wahlberechtigten des jeweiligen Landes gewählt. Die Aufgaben bestehen in der Kontrolle der Landesregierung, der Landeshaushalte, bei der Wahl des Regierungschefs, zum Teil bei der Wahl der Minister und in der Gesetzgebung. Wichtig hierbei ist, dass Bundesrecht regelmäßig höher steht als Landesrecht („Bundesrecht bricht Landesrecht“). Die Verfassung des Landes Hessen beispielsweise sah bis vor kurzem die Todesstrafe vor, durch das Grundgesetz ist sie jedoch verboten. In manchen Ländern (z. B. Bayern) sind auch Volksentscheide über Gesetze möglich. Die Gesetzgebungskompetenz der Länder ist stark eingeschränkt. Nach vielen Grundgesetzänderungen sind die meisten Kompetenzen der Länder auf wenige wichtige Gebiete eingeschränkt worden, allerdings haben die Mitspracherechte der Länder im Bundesrat im Vergleich zu der im Grundgesetz ursprünglich angedachten Funktion ebensostark zugenommen. Schwerpunkte sind die Kompetenzen im Kultur- und Bildungswesen sowie im Gefahrenabwehr- bzw. Polizeirecht. Hinzu kommen die Regelungen der für die nur durch die Länder und Kommunen geführten Verwaltung. Die Landesparlamente werden in den 13 Flächenländern Landtag und in den drei Stadtstaaten Bürgerschaft (Bremen, Hamburg) oder Abgeordnetenhaus (Berlin) genannt.

### Exekutive: Landesregierung
In jedem Land besteht eine Landesregierung. Der Regierungschef wird in den Flächenländern Ministerpräsident und in den Stadtstaaten Regierender Bürgermeister (Berlin), Präsident des Senats oder Bürgermeister (Bremen), oder Erster Bürgermeister (Hamburg) genannt. Er wird immer vom jeweiligen Landesparlament gewählt. Je nach Land wählen die Landesparlamente auch die Landesminister oder der Ministerpräsident ernennt die Landesminister aus eigener Befugnis. Die Amtszeit des Regierungschefs wird durch die Wahlperiode des jeweiligen Landesparlaments bestimmt (entweder 4 oder 5 Jahre). Die Exekutiven der Länder haben eine sehr große Machtfülle, da sie über den Bundesrat in der Gesetzgebung und Verwaltung des Bundes mitbestimmen können (siehe Zustimmungsbedürftiges Gesetz).

### Judikative: Landesverfassungsgerichte und weitere Gerichte der Länder
Insoweit keine Gerichte des Bundes zuständig sind, wird die Rechtsprechung durch Gerichte der Länder ausgeübt (Art. 92 GG).
Die Rechtsprechung ist in Deutschland in die ordentlichen Gerichtsbarkeiten (Zivilgerichtsbarkeit und Strafgerichtsbarkeit), sowie in die Fachgerichtsbarkeiten des Arbeits-, Finanz-, Sozial- und Verwaltungsgerichtsbarkeit aufgeteilt. Die Gerichte der Bundesländer entscheiden den überwiegenden Anteil der Rechtsprechung letztinstanzlich. Jedes Bundesland besitzt ein eigenes Landesverfassungsgericht, das Landesverfassungsgericht, Verfassungsgericht, Verfassungsgerichtshof oder Staatsgerichtshof genannt wird.

## Kommunen
Die Volksvertretungen auf der kommunalen Ebene wie Kreistag und Stadtverordnetenversammlung oder auch Gemeindevertretungen sind keine Organe der Legislative, auch wenn sie exekutive Rechtsnormen in Form von Satzungen schaffen. Staatsrechtlich gehören sie in der Tradition der Stein-Hardenberg’schen Reformen zur Exekutive. Dies findet seinen Ausdruck zum Beispiel auch in ihrer summarischen Bezeichnung als Organe der kommunalen Selbstverwaltung. Gegenüber der Bundes- und Länderebene sowie gegenüber der Europäischen Union werden die Kommunen vor allem durch die kommunalen Spitzenverbände vertreten.

## Europäische Union
Deutschland ist eines der Gründungsmitglieder der Europäischen Union, an die es über den EU-Vertrag und den AEU-Vertrag bestimmte Hoheitsrechte übertragen hat. Die nationale verfassungsrechtliche Grundlage dafür bietet Art. 23 GG, der eine Teilnahme am europäischen Integrationsprozess ausdrücklich vorsieht. Die Präambel sieht sogar ausdrücklich vor, „als gleichberechtigtes Glied in einem vereinten Europa dem Frieden der Welt zu dienen.“ Die deutsche Europapolitik wird aber nicht nur durch eine generelle Europa-Strategie begründet, sondern auch durch interessengeleitete Sachpolitik, die vor allem in der Europakoordinierung zum Ausdruck kommt.

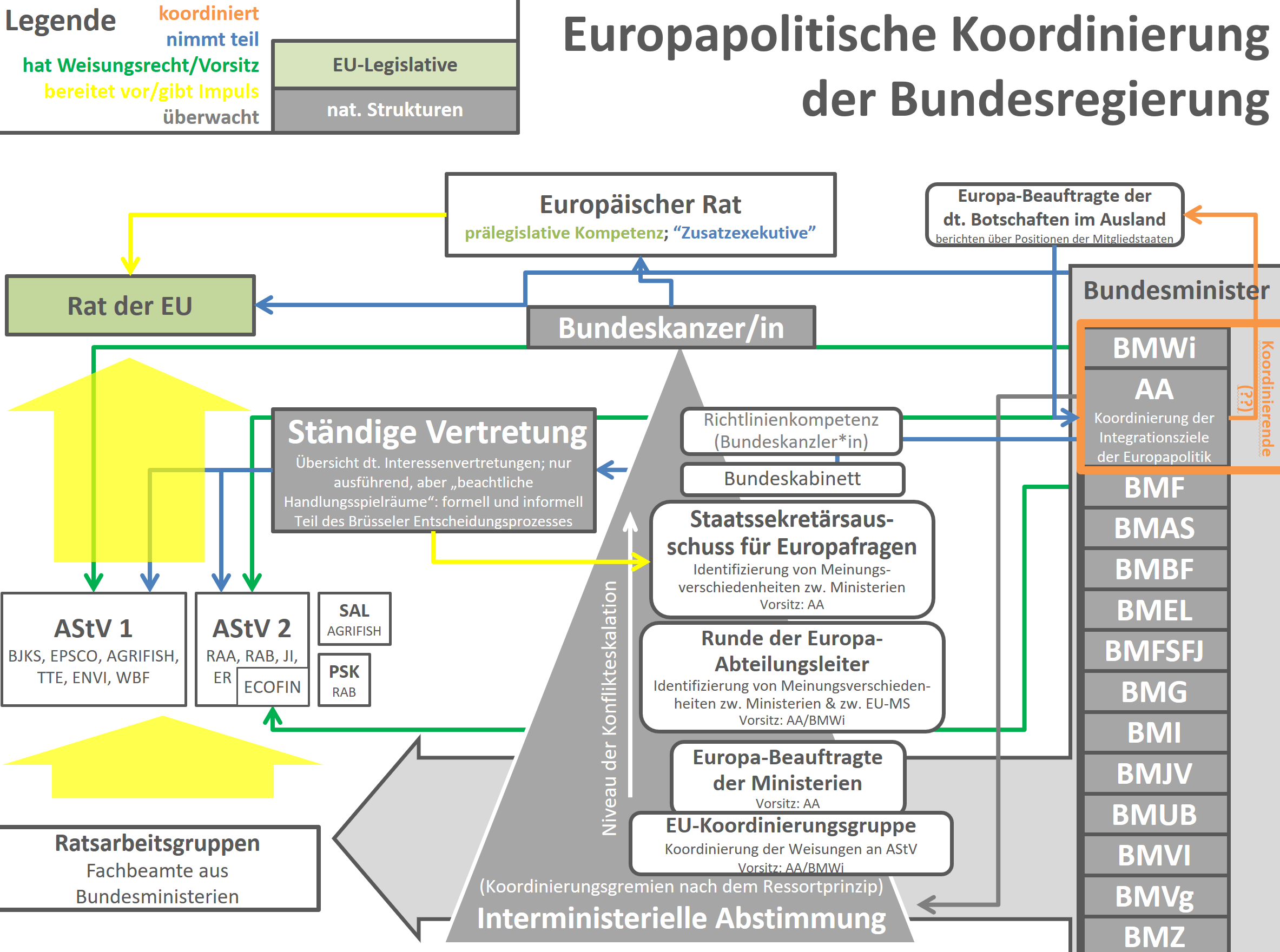
Europapolitische Koordinierung der Bundesregierung

Alle deutschen Staatsbürger besitzen zugleich die Unionsbürgerschaft. Diese ermöglicht ihnen unter anderem die Teilnahme an Europawahlen zum Europäischen Parlament sowie die Beteiligung an Europäischen Bürgerinitiativen. Eine Diskriminierung von Unionsbürgern aufgrund ihrer Staatsangehörigkeit ist in allen EU-Mitgliedstaaten verboten.
Innerhalb des politischen Systems der Europäischen Union ist die deutsche Bundesregierung im Rat der Europäischen Union sowie im Europäischen Rat vertreten. Außerdem sind auch Bundestag und Bundesrat an der deutschen Europapolitik beteiligt, etwa durch das Gesetz über die Zusammenarbeit von Bundesregierung und Deutschem Bundestag in Angelegenheiten der Europäischen Union (EUZBBG) und das Gesetz über die Wahrnehmung der Integrationsverantwortung des Bundestages und des Bundesrates in Angelegenheiten der Europäischen Union (IntVG). Über den Ausschuss der Regionen sind auch die deutschen Länder und Kommunen auf europäischer Ebene vertreten.
Rechtsakte der Europäischen Union sind in Deutschland teilweise unmittelbar gültig (EU-Verordnungen), teilweise sind die deutschen Organe verpflichtet, diese in nationales Recht umzusetzen (EU-Richtlinien). Das von der EU gesetzte Europarecht (auch als „Unionsrecht“ bezeichnet) hat nach der Costa/ENEL-Entscheidung einen Anwendungsvorrang gegenüber dem deutschen nationalen Recht. Oberste richterliche Instanz ist dabei der Europäische Gerichtshof. Allerdings darf die EU nach dem Prinzip der begrenzten Einzelermächtigung nur in solchen Bereichen Recht setzen, die in den Verträgen ausdrücklich vorgesehen sind. Das deutsche Bundesverfassungsgericht behält sich im Lissabon-Urteil eine diesbezügliche Prüfung europäischer Rechtsakte vor, die sogenannte Ultra-vires-Kontrolle.

## Parteiensystem
Die Parteien haben in Deutschland eine starke Stellung, so dass teilweise der Begriff Parteiendemokratie zur Bezeichnung des politischen Systems gebraucht wird. Die starke Stellung der Parteien erklärt sich durch ihre Notwendigkeit für eine parlamentarische Demokratie und das (modifizierte) Verhältniswahlrecht. Auf Grund ihrer Bedeutung werden die Parteien in Art. 21 GG behandelt.
Das Parteiensystem der Bundesrepublik Deutschland ist seit der Wiedervereinigung Deutschlands durch starke Unterschiede in den ehemals alten bzw. ehemals neuen Ländern geprägt. Im Westen dominieren mit der CDU und CSU auf der einen und der SPD auf der anderen Seite jeweils zwei Parteien in einem Land. Zu den „kleineren Parteien“ werden die AfD, die FDP, Bündnis 90/Die Grünen und Die Linke gezählt. In den östlichen Bundesländern sind die AfD sowie Linke im Vergleich zu den westlichen Bundesländern überproportional stark vertreten.
Die Mehrheitsverhältnisse sind seit den 1990er Jahren in den einzelnen Ländern stärker schwankend als bis zu dieser Zeit. Die Parteibindung der Wähler zu einer bestimmten Partei hat insgesamt abgenommen.
Die Parteien in Deutschland bauen auf den Landesverbänden auf und werden nach dem Parteiengesetz auch in den Ländern zu den Wahlen zugelassen. Die großen Parteien bilden auf Bundesebene Bundesverbände. Die großen deutschen Parteien sind zudem jeweils in eine politische Partei auf europäischer Ebene eingebunden.
Die konservativen Parteien CSU (im Freistaat Bayern) und CDU (in den übrigen Ländern) arbeiten auf Bundesebene zusammen. Beide Parteien sehen sich ebenso wie die sozialdemokratische SPD als Volksparteien. Ihre Zielgruppe sehen die großen Parteien in allen Bevölkerungsschichten, sie grenzen sich nur gegen linke und rechte Extremisten ab. Ein großer Teil der SPD-Anhänger sieht sich als Vertreter der Arbeitnehmer und steht den Gewerkschaften nahe. Auch die AfD bezeichnet sich selbst immer wieder als Volkspartei. FDP, Linke und Bündnis 90/Die Grünen schöpfen aus einem wesentlich schmaleren Wählerspektrum. Sie sehen sich selbst als Programmparteien. Diese Parteien scheitern immer wieder in einzelnen Wahlen an der Fünf-Prozent-Hürde. Trotzdem sind sie etablierte Kräfte im deutschen Parteiensystem und dienen in der Regel der CDU/CSU oder SPD als Mehrheitsbeschaffer in Koalitionen, führen aber in einzelnen Fällen auch selbst Koalitionen an, wie Bündnis 90/Die Grünen mit der CDU als Juniorpartei in Baden-Württemberg 2016 oder die Linke mit der SPD als Juniorpartei in Thüringen 2014. Wie sehr diese Kategorisierung der Parteien aufrechterhalten werden kann, wird insbesondere seit den massiven Stimmenverlusten der beiden großen Volksparteien CDU/CSU und SPD in den Landtagswahlen 2018 stark diskutiert.
Die AfD thematisiert in ihrem Programm hauptsächlich die Kritik am Euro sowie der Flüchtlingspolitik und setzt sich für die Einführung der direkten Demokratie auf Bundesebene ein. Verschiedene politische Beobachter ordnen die AfD als rechtspopulistisch ein.
Die FDP sieht sich als liberaldemokratische Partei. Sie steht den Interessen der Wirtschaft nahe. Bündnis 90/Die Grünen thematisieren vornehmlich ökologische und bürgerrechtliche Themen, sehen sich in der Tradition der Friedens- und Anti-Atom-Bewegung und betonen den Verbraucherschutz. FDP und Grüne sind in den alten Ländern etabliert, nicht jedoch in den neuen Ländern. Die Linke kann als Volkspartei in den östlichen Ländern bezeichnet werden. Sie bietet sich als demokratisch-sozialistische Alternative zur SPD an. Ihr Wählerspektrum ist (im Osten Deutschlands) ebenfalls breit gefächert. Die AfD hat sich mittlerweile im Westen sowie im Osten etabliert, ist allerdings noch in keiner Regierungskoalition vertreten.

## Beteiligung der Bürger

### Wahlen
Eine Wahl ist eine Abstimmung über Personen (Kandidaten) oder Handlungsoptionen. Wahlen dienen der politischen Willensbildung und Entscheidungsfindung.
Auf Bundesebene wird alle 4 Jahre der Bundestag nach dem personalisierten Verhältniswahlrecht gewählt. Die Wähler haben bei diesem Wahlsystem zwei Stimmen, die an unterschiedliche Parteien gehen können (so genanntes Stimmen-Splitting): Mit der Erststimme entscheiden sie nach dem Mehrheitswahlrecht, welcher Kandidat ihren Wahlkreis im Parlament vertreten soll, mit der Zweitstimme nach dem Verhältniswahlrecht, welche Partei sie bevorzugen. Letztendlich entscheiden die Zweitstimmen größtenteils über die Sitzverteilung im Bundestag. Da die mit der Erststimme direkt gewählten Kandidaten in jedem Fall ihren Sitz behalten, auch wenn der Partei nach den Zweitstimmen weniger Sitze zustehen, kommt es bei Bundestagswahlen normal zu Überhangmandaten. Das personalisierte Verhältniswahlrecht soll die Vorteile des Mehrheitswahlrechts und des Verhältniswahlrechts miteinander verbinden.
Um die Zersplitterung des Parlaments in zu viele Kleinparteien zu verhindern, gibt es eine Sperrklausel. Danach zählen die Zweitstimmen einer Partei nur für die Verteilung der Mandate, wenn sie mindestens fünf Prozent der Zweitstimmen oder drei Direktmandate erhält. Allerdings dürfen direkt gewählte Bewerber (wenn es nur einer oder zwei sind) immer in den Bundestag einziehen, können dann allerdings im Bundestag keine Fraktion bilden.
Neben den Bundestagswahlen entscheiden die Bürger in Deutschland auch über die Zusammensetzung des Europäischen Parlaments, der Landtage und der Gemeindevertretungen in den Kommunen. Das jeweilige Wahlsystem ist im Europawahlgesetz, in der entsprechenden Landesverfassung bzw. im Kommunalwahlgesetz des Landes festgelegt. Bei Kommunalwahlen erstreckt sich das Wahlrecht jeweils auf alle EU-Bürger, die in dem jeweiligen Bezirk ihren Wohnsitz haben. An der Europawahl können Bürger entweder in dem Staat ihres Wohnsitzes oder ihrer Nationalität teilnehmen. Lediglich das Wahlrecht zu Landtagen und Bundestag ist an die deutsche Staatsangehörigkeit gebunden.
In der Praxis wird häufig kritisiert, dass sich in Deutschland die schiere Anzahl von Wahlen, und damit verbundenen Wahlkämpfen (Bundestagswahlen, Landtagswahlen, Kommunalwahlen, Europawahlen) sowie eine Legislaturperiode des Bundestags von nur 4 Jahren negativ auf die Ausgestaltung der Politik auswirke, da die diversen Wahltermine nicht miteinander koordiniert sind und in Wahlkampfzeiten die Parteien – zu Recht oder zu Unrecht – darum bemüht sind, grundsätzlich alles zu unterlassen, was Stimmen kosten könnte (siehe auch: Superwahljahr). Politikwissenschaftlich wird auch diskutiert, inwieweit die Wähler in einem System mit vielen (relativ schwachen) Machtzentren, die sich ausbalancieren müssen und letztlich im Konsenszwang alles einebnen, wirklichen Einfluss auf die Richtung der Politik ausüben können (engl. „meaningful election“).

### Direkte Demokratie
Insbesondere auf der Bundesebene kennt Deutschland – trotz Art. 20 Abs. 2 GG, der Abstimmungen ausdrücklich aufführt – wenige direkte Beteiligungsmöglichkeiten: Nur bei dem Zuschnitt der Bundesländer – Zusammenlegung, Aufspaltung oder Grenzveränderung – sind nach Art. 29 GG Volksabstimmungen im Grundgesetz vorgesehen.
Auf Landesebene gibt es je nach Bundesland mehr oder weniger starke Einflussmöglichkeiten durch Bürgerentscheide und Bürgerinitiativen, Bürgerbegehren. Hier muss im Einzelnen betrachtet werden, wie hoch die Hürde für solche Initiativen jeweils sind. Die Grenzen dieser Beteiligung liegen in den Grenzen der Kompetenzen des Bundeslandes.

### Weitere Möglichkeiten
Jeder Bürger hat durch das Petitionsrecht die Möglichkeit, Eingaben an das Europäische Parlament, den Bundestag und sein Landesparlament zu senden. Die Wahlkreisabgeordneten halten Sprechstunden ab, um Kontakt mit den Bürgern aufrechtzuerhalten. Jeder kann dort sein Anliegen vorbringen.
Für einzelne Gruppierungen, die sonst politisch stumm bleiben müssten, wurde nach skandinavischem Vorbild die Institution der öffentlichen Ombudsleute eingeführt (nicht immer unter diesem Namen).
Verbände, Religionsgemeinschaften, Gewerkschaften und Arbeitgeberverbände sind bei bestimmten Themen stark in die Entscheidungsvorbereitung involviert. Die Mitarbeit in solchen Organisationen ermöglicht ähnlich wie die Mitarbeit in den Parteien gewisse Beteiligungsmöglichkeiten. Direkter sind die kommunalen Beteiligungsmöglichkeiten für Anwohner bei Planungsverfahren von Großprojekten.
Wie in anderen Ländern auch, spielen Verbände im politischen System eine wichtige Rolle. Mit ihrer Lobbyarbeit versuchen sie, die Politik in die Richtung ihrer Interessen zu bewegen. Die Sinnhaftigkeit dieser Tätigkeiten ist nicht unumstritten und unterliegt häufiger Kritik, insbesondere der durch die Lobbyarbeit jeweils negativ betroffenen anderen Verbände.

## Legitimation hoheitlichen Handelns

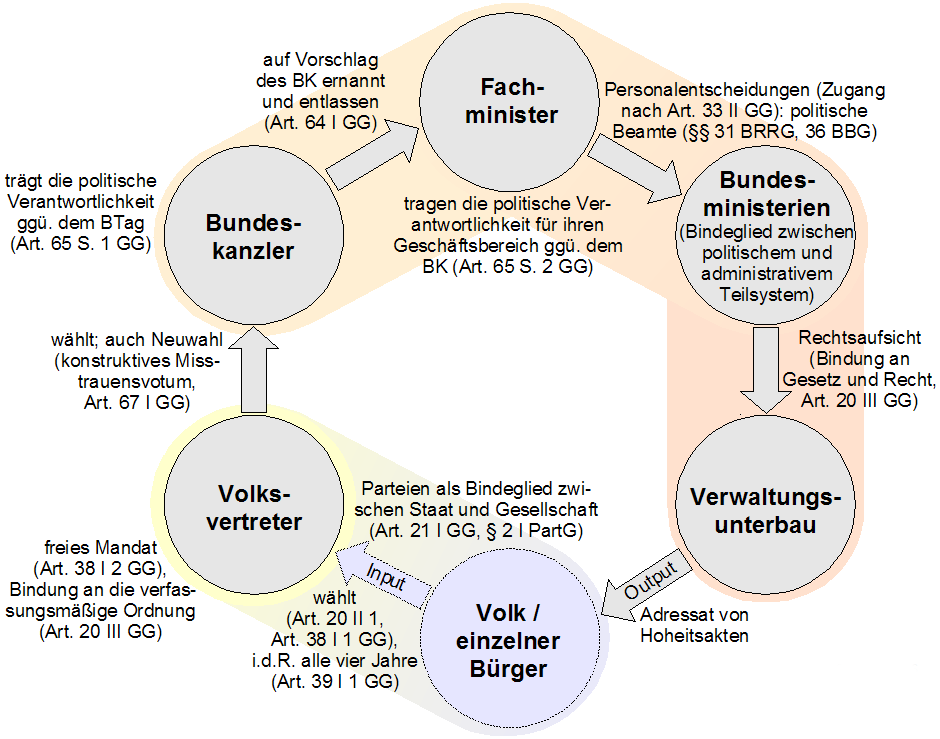
Legitimationskette der Bundesebene, unmittelbare Staatsverwaltung, vereinfacht

Gemäß der Legitimationskettentheorie wird die demokratische Legitimation sämtlichen hoheitlichen Handelns in einer ununterbrochenen Kette auf die Willensäußerung des Volkes bei der Wahl zurückgeführt.

## Theorie und Praxis – Kritik und Dysfunktionalität

### Unterschiedliche Berücksichtigung sozialer Gruppen bei politischen Entscheidungen
Laut einem Forschungsbericht von 2016 im Auftrag des Bundesministeriums für Arbeit und Soziales werden in Deutschland bei politischen Entscheidungen die Präferenzen von sozialen Gruppen unterschiedlich stark berücksichtigt. Die Auswertung von Daten aus der Zeit zwischen 1998 und 2015 zeigt einen deutlichen Zusammenhang zu den Einstellungen von Personen mit höherem Einkommen, aber keinen oder sogar einen negativen Zusammenhang für die Einkommensschwachen.

### Anzahl der Länder
Die räumliche Verteilung der Länder ist sehr unausgeglichen. Sie reicht von Flächenländern mit mehreren Millionen Einwohnern bis zu Stadtstaaten. Die Entscheidungsfindung im Bundesrat als wichtiger Teil des Föderalismus ist im Laufe der Zeit schwieriger geworden. Es sind zurzeit 16 Länder.

### Parteienstaat
Die Privilegierung von Parteien als Organisationen der politischen Willensbildung erschien den Müttern und Väter des Grundgesetzes für die Bundesrepublik Deutschland sinnvoll. Sinkende Mitgliederzahlen und Wahlbeteiligungen wirken sich jedoch negativ auf die Legitimität der „Volksparteien“ aus und schwächen das politische System insgesamt.

### Presse
Die Rolle von Massenmedien als Vierte Gewalt wurde im Grundgesetz nicht vorgesehen. De facto kann sich aber kaum noch ein Politiker dem Einfluss der Presse auf die öffentliche Meinung entziehen. Problematisch ist das vor allem dann, wenn die Medien, die dem Wortsinne nach eigentlich nur „Vermittler“ des Geschehens sein sollen, eigene Interessen wahrnehmen, sei es, dass sie die politische Weltsicht von Redakteuren oder Eigentümern unterstützen, sei es, dass die Medien durch ökonomische Eigeninteressen verzerrt Bericht erstatten.

### Mehrebenenverflechtung und Dominanz der Exekutiven
Durch die zahlreichen Politikverflechtungen und formellen wie informellen Kooperationsformen (z. B. die Kultusministerkonferenz) sind die Exekutiven, insbesondere die Landesregierungen gegenüber den Parlamenten, bevorzugt. Dies ist aus demokratietheoretischer Sicht insofern problematisch, als die Parlamente die eigentliche Volksvertretung darstellen.